# Yidis Medina
Yidis Medina Padilla (Barrancabermeja, 14 de septiembre de 1970) es una política colombiana.

## Biografía
Yidis Medina Padilla nació en Barrancabermeja, departamento de Santander, Colombia, el 14 de septiembre de 1970, hija  de  Éver  Jesús  Medina  Subero  y  Dayis  Helena Padilla Meriño.

## Reelección de Álvaro Uribe Vélez
Medina ganó notoriedad cuando fue representante a la Cámara al ejercer el reemplazo de tres meses de Iván Díaz Mateus elegido para ese cargo por el departamento de Santander del Partido Conservador quien estaba de licencia. participó en la Comisión Primera donde se debatía el proyecto de reelección presidencial que permitió que Álvaro Uribe Vélez aspirara a un segundo mandato; el voto de Medina era decisivo. 
Ella había anunciado su voto en contra pero cambió su decisión a última hora. Años después se destaparía un escándalo político conocido como Yidispolítica, después de que Medina revelara haber recibido prebendas por parte de funcionarios del gobierno para cambiar su decisión.

## Persecución en su contra
Tras las denuncias y condenas a varios funcionarios del gobierno Uribe a raíz del escándalo de la Yidispolítica, Medina continuó recibiendo acusaciones, demandas y amenazas por parte de abogados y personas cercanas al expresidente Álvaro Uribe y a políticos envueltos en el escándalo. También tuvo que enfrentar juicios donde se presentaron falsos testigos en su contra.
En agosto de 2012, Medina fue condenada a 32 años de prisión por supuestamente haber participado en un secuestro extorsivo en complicidad con el ELN. En julio de 2013 quedó en libertad gracias a la apelación de Sigifredo López al comprobarse que se trataba de un montaje. También se le intentó acusar de pertencer a la guerrilla de las FARC y más tarde se le acusó de paramilitarismo y de terrorismo. Todas las acusaciones resultaron falsas y se comprobó que funcionarios del desaparecido Departamento Administrativo de Seguridad (DAS) durante el segundo gobierno de Uribe estuvieron envueltos en dichos montajes. Tras dichos fallos judiciales Medina ha emprendido acciones legales contra el Estado.